# Daiki Watari
Daiki Watari (født 25. juni 1993) er en japansk fodboldspiller, som spiller for den japanske fodboldklub Sanfrecce Hiroshima.